# چین در المپیک تابستانی ۲۰۲۴
کاروان المپیکی جمهوری خلق چین، یکی از کاروان‌های شرکت‌کننده در المپیک تابستانی ۲۰۲۴ بود. این مسابقات از ۲۶ ژوئیه تا ۱۱ اوت ۲۰۲۴ (۵ تا ۲۱ امرداد ۱۴۰۳ خورشیدی) به میزبانی پاریس، پایتخت فرانسه برگزار شد.  این حضور، دوازدهمین حضور چینی‌ها پس از نخستین حضور آنها در ۱۹۵۲ بود. آنها در ۷ دوره غایب بودند؛ ۱۹۵۶، همچنین در ۱۹۶۰ و ۱۹۶۴ به دلیل درگیری با تایوان، ۱۹۶۰ و ۱۹۷۲ با توجه به بروز مشکل با گانفو، ۱۹۷۶ با توجه به تحریم جمهوری چین و در ۱۹۸۰، با توجه به پیوستن به تحریم المپیک ۱۹۸۰ به رهبری ایالات متحده آمریکا. آنها در تمامی ادوار دیگر المپیک پس از المپیک تابستانی ۱۹۸۴ شرکت کرده‌اند.
چینی‌ها در تمامی ورزش‌ها به جز هندبال و فوتبال شرکت داشتند.
کاروان المپیکی چین، این دوره از بازی‌ها را با ۹۱ مدال شامل ۴۰ مدال طلا، ۲۷ نقره و ۲۴ برنز به پایان رساند. در رده‌بندی نهایی المپیک ۲۰۲۴، با توجه به کسب مدال‌های طلای برابر آنها با ایالات متحده آمریکا برابر شدند، اما چین به دلیل کسب مدال نقرهٔ کمتر، در جایگاه دوم ایستاد. با این تفاسیر، چین پس از ایالات‌متحده آمریکا و شوروی سابق، سومین کشوری است که بیشترین طلای ممکن را در خارج از کشور خودش کسب می‌کند. این رکورد همچنین بیشترین مدال طلای کسب شده توسط کاروان چین در طول تاریخ است، که یک مدال بیشتر از المپیک لندن ۲۰۱۲ است.

## مدال‌آوران
| مدال | ورزشکار | ورزش              | ماده                            | تاریخ    |
| ---- | --- | ----------------- | ------------------------------- | -------- |
| طلا  | هوانگ یوتینگ شنگ لیهائو | تیراندازی         | تفنگ بادی ۱۰ متر تیمی مختلط     | ۲۷ ژوئیه |
| طلا  | چانگ یانی چن یی‌ون | شیرجه             | تخته‌پرش ۳ متر همگام زنان        | ۲۷ ژوئیه |
| طلا  | شیه یو | تیراندازی         | تفنگ بادی ۱۰ متر مردان          | ۲۸ ژوئیه |
| طلا  | لیان جونجیه یانگ هائو | شیرجه             | تخته‌پرش ۱۰ متر همگام مردان      | ۲۹ ژوئیه |
| طلا  | شنگ لیهائو | تیراندازی         | تفنگ بادی ۱۰ متر مردان          | ۲۹ ژوئیه |
| طلا  | وانگ چوچین سون یینگشا | تنیس روی میز      | دونفره مختلط                    | ۳۰ ژوئیه |
| طلا  | چن یوشی چوان هونگچان | شیرجه             | تخته‌پرش ۱۰ متر همگام زنان       | ۳۱ ژوئیه |
| طلا  | دنگ یاون | دوچرخه‌سواری       | BMX فری‌استایل زنان              | ۳۱ ژوئیه |
| طلا  | پان ژانله | شنا               | ۱۰۰ متر آزاد مردان              | ۳۱ ژوئیه |
| طلا  | لیو یوکون | تیراندازی         | تفنگ ۵۰ متر ۳ موقعیت مردان      | ۱ اوت    |
| طلا  | یانگ جیایو | دو و میدانی       | پیاده‌روی ۲۰ ک. م زنان           | ۱ اوت    |
| طلا  | لونگ دائویی وانگ زونگیوان | شیرجه             | تخته‌پرش ۳ متر همگام مردان       | ۲ اوت    |
| طلا  | ژنگ سیوی هوانگ یاچیونگ | بدمینتون          | دوبل مختلط                      | ۲ اوت    |
| طلا  | چن منگ | تنیس روی میز      | انفرادی زنان                    | ۳ اوت    |
| طلا  | چن چینگچن جیا ایفان | بدمینتون          | دوبل دونفره                     | ۳ اوت    |
| طلا  | ژنگ چین‌ون | تنیس              | انفرادی زنان                    | ۳ اوت    |
| طلا  | فان ژن‌دونگ | تنیس روی میز      | انفرادی مردان                   | ۴ اوت    |
| طلا  | لیو یانگ | ژیمناستیک         | حلقه مردان                      | ۴ اوت    |
| طلا  | شو جیایو چین های‌یانگ سون جیاجون پان ژانله وانگ چانگهائو[a] | شنا               | ۴ نفره امدادی ۱۰۰ متر مردان     | ۴ اوت    |
| طلا  | لی یوئهونگ | تیراندازی         | تپانچه آتش‌سریع ۲۵ متر مردان     | ۵ اوت    |
| طلا  | ژو جینگیوان | ژیمناستیک         | میله پارالل مردان               | ۵ اوت    |
| طلا  | چوان هونگچان | شیرجه             | تخته‌پرش ۱۰ متر زنان             | ۶ اوت    |
| طلا  | لی فابین | کشتی              | ۶۱ کیلوگرم مردان                | ۷ اوت    |
| طلا  | چانگ هائو فنگ یو وانگ سی‌یه وانگ لیویی وانگ چیانیی شیانگ بین‌شوان شیائو یانینگ ژانگ یایی | شنای موزون        | تیمی                            | ۷ اوت    |
| طلا  | هو ژیهوی | وزنه‌برداری        | ۴۹ ک. گ زنان                    | ۷ اوت    |
| طلا  | لیو هائو جی بوون | قایقرانی          | کایاک دو نفره ۵۰۰ متر مردان     | ۸ اوت    |
| طلا  | شیه سییی | شیرجه             | تخته‌پرش ۳ متر مردان             | ۸ اوت    |
| طلا  | لو شیفانگ | وزنه‌برداری        | ۵۹ ک. گ زنان                    | ۸ اوت    |
| طلا  | چانگ یوان | بوکس              | ۵۴ ک. گ زنان                    | ۸ اوت    |
| طلا  | شو شیشیائو سون منگیا | قایقرانی          | کایاک دو نفره ۵۰۰ متر زنان      | ۹ اوت    |
| طلا  | چن یی‌ون | شیرجه             | تخته‌پرش ۳ متر زنان              | ۹ اوت    |
| طلا  | فان ژن‌دونگ ما لونگ وانگ چوچین | تنیس روی میز      | تیم مردان                       | ۹ اوت    |
| طلا  | وو یو | بوکس              | ۵۰ ک. گ زنان                    | ۹ اوت    |
| طلا  | لیو هوانهوا | وزنه‌برداری        | ۱۰۲ کیلوگرم مردان               | ۱۰ اوت   |
| طلا  | دینگ شینیی گو چیچی هائو تینگ هوانگ ژانگ‌جیایانگ پو یانژو وانگ لانجینگ | ژیمناستیک         | ریتمی زنان سراسری               | ۱۰ اوت   |
| طلا  | کائو یوان | شیرجه             | تخته‌پرش ۱۰ متر مردان            | ۱۰ اوت   |
| طلا  | چن منگ سون یینگشا وانگ مانیو | تنیس روی میز      | تیمی زنان                       | ۱۰ اوت   |
| طلا  | وانگ لیویی وانگ چیانیی | شنای موزون        | دوئت                            | ۱۰ اوت   |
| طلا  | لی چیان | بوکس              | ۷۵ ک. گ زنان                    | ۱۰ اوت   |
| طلا  | لی ونون | وزنه‌برداری        | ۸۱ ک. گ زنان                    | ۱۱ اوت   |
| نقره | آن چی‌شوان لی جیامان یانگ شیائولی | تیراندازی با کمان | تیمی زنان                       | ۲۸ ژوئیه |
| نقره | هوانگ یوتینگ | تیراندازی         | تفنگ بادی ۱۰ متر زنان           | ۲۹ ژوئیه |
| نقره | لیو یانگ سو ویده شیائو روتنگ ژانگ بوهنگ ژو جینگیوان | ژیمناستیک         | تمام‌اسباب هنری مردان            | ۲۹ ژوئیه |
| نقره | شو جیایو | شنا               | ۱۰۰ متر کرال‌پشت مردان           | ۲۹ ژوئیه |
| نقره | تانگ چیان‌تینگ | شنا               | شنای ۱۰۰ متر غورباقه زنان       | ۲۹ ژوئیه |
| نقره | چی یینگ | تیراندازی         | تراپ مردان                      | ۳۰ ژوئیه |
| نقره | ژانگ بوهنگ | ژیمناستیک         | هنری انفرادی تمام‌اسباب مردان    | ۳۱ ژوئیه |
| نقره | وانگ زیسای | ژیمناستیک         | ترامپولین مردان                 | ۲ اوت    |
| نقره | وانگ شین‌یو ژانگ ژی‌ژن | تنیس              | مختلط دونفره                    | ۲ اوت    |
| نقره | سون یینگشا | تنیس روی میز      | انفرادی زنان                    | ۳ اوت    |
| نقره | لیو شنگ‌شو تان نینگ | بدمینتون          | دونفره زنان                     | ۳ اوت    |
| نقره | چین های‌یانگ یانگ جونشوان شو جیایو پان ژانله[a] تانگ چیان‌تینگ[a] ژانگ یوفی | شنا               | ۴ نفره مختلط امدادی ۱۰۰ متر     | ۳ اوت    |
| نقره | ژو جینگیوان | ژیمناستیک         | حلقه مردان                      | ۴ اوت    |
| نقره | چیو چیوان | ژیمناستیک         | پارالل ناهم‌سطح زنان             | ۴ اوت    |
| نقره | لیانگ ویکنگ وانگ چانگ | بدمینتون          | دونفره مردان                    | ۴ اوت    |
| نقره | هه بینگ‌جیائو | بدمینتون          | انفرادی زنان                    | ۵ اوت    |
| نقره | ژو یاچین | ژیمناستیک         | چوب موازنه زنان                 | ۵ اوت    |
| نقره | فنگ بین | دو و میدانی       | پرتاب دیسک زنان                 | ۵ اوت    |
| نقره | چن یوشی | شیرجه             | تخته‌پرش ۱۰ متر زنان             | ۶ اوت    |
| نقره | کائو لیگو | کشتی              | ۶۰ ک.گ فرنگی مردان              | ۶ اوت    |
| نقره | یانگ ونلو | بوکس              | ۶۰ ک. گ زنان                    | ۶ اوت    |
| نقره | دنگ لیجوان | سنگ‌نوردی          | سرعت زنان                       | ۷ اوت    |
| نقره | گو چینگ | تکواندو           | ۴۹ ک. گ زنان                    | ۷ اوت    |
| نقره | وو پنگ | سنگ‌نوردی          | سرعت مردان                      | ۸ اوت    |
| نقره | وانگ چانگ | شیرجه             | تخته‌پرش ۳ متر مردان             | ۸ اوت    |
| نقره | تیم ملی هاکی روی چمن زنان چین - - یه ژیائو - گو بینگفنگ - یانگ لیو - ژانگ یینگ - چن یی - ما نینگ - لی هونگ - او زیشیا - دان ون - زو میرونگ - هه جیانگژین - فان یونژیا - چن یانگ - ژو ونیو - ژونگ جیاکی - تان جینژونگ - یو آنهوی | هاکی روی چمن      | مسابقات زنان                    | ۹ اوت    |
| نقره | یانگ لیو | بوکس              | ۶۶ ک. گ زنان                    | ۹ اوت    |
| برنز | چنگ یوجیه وو چینگ‌فنگ یانگ جونشوان یو یی‌تینگ[a] ژانگ یوفی | شنا               | ۴ نفره امدادی آزاد ۱۰ متر زنان  | ۲۷ ژوئیه |
| برنز | ژانگ یوفی | شنا               | ۱۰۰ متر پروانه زنان             | ۲۸ ژوئیه |
| برنز | شیائو روتنگ | ژیمناستیک         | تمام‌اسباب هنری انفرادی مردان    | ۳۱ ژوئیه |
| برنز | ما ژنژائو | جودو              | ۷۸ ک. گ زنان                    | ۱ اوت    |
| برنز | ژانگ یوفی | شنا               | ۲۰۰ متر پروانه زنان             | ۱ اوت    |
| برنز | گه چوتونگ کونگ یاچی[a] لی بینگجیه لیو یاشین تانگ موهان[a] یانگ جونشوان | شنا               | ۲۰۰ متر امدادی آزاد ۴ نفره زنان | ۱ اوت    |
| برنز | ژانگ چیونگ‌یه | تیراندازی         | تفنگ سه وضعیت ۵۰ متر زنان       | ۲ اوت    |
| برنز | یان لانگیو | ژیمناستیک         | ترامپولین مردان                 | ۲ اوت    |
| برنز | وانگ شون | شنا               | ۲۰۰ متر امدادی انفرادی مردان    | ۲ اوت    |
| برنز | ژانگ یوفی | شنا               | ۵۰ متر آزاد زنان                | ۴ اوت    |
| برنز | وان لتیان تانگ چیان‌تینگ ژانگ یوفی یانگ جونشوان وانگ شوئر[a] یو یی‌تینگ[a] وو چینگ‌فنگ[a] | شنا               | ۱۰۰ متر امدادی ۴ نفره زنان      | ۴ اوت    |
| برنز | وانگ شینجیه | تیراندازی         | تپانچه آتش‌سریع ۲۵ متر مردان     | ۵ اوت    |
| برنز | ژانگ بوهنگ | ژیمناستیک         | بارفیکس مردان                   | ۵ اوت    |
| برنز | جیانگ یی‌تینگ لیو جیان‌لین | تیراندازی         | اسکیت مختلط تیمی                | ۵ اوت    |
| برنز | منگ لینگ‌ژی | کشتی              | ۱۳۰ ک. گ فرنگی مردان            | ۶ اوت    |
| برنز | ژائو جیه | دو و میدانی       | پرتاب چکش زنان                  | ۶ اوت    |
| برنز | فنگ زیگی | کشتی              | ۵۰ ک. گ آزاد زنان               | ۷ اوت    |
| برنز | پانگ کیانیو | کشتی              | ۵۳ ک. گ آزاد زنان               | ۸ اوت    |
| برنز | لیانگ یوشوای | تکواندو           | ۶۸ ک. گ مردان                   | ۸ اوت    |
| برنز | چانگ یانی | شیرجه             | تخته‌پرش ۳ متر زنان              | ۹ اوت    |
| برنز | سونگ جیایوان | دو و میدانی       | پرتاب نیزه زنان                 | ۹ اوت    |
| برنز | هونگ ککسین | کشتی              | ۵۷ ک. گ آزاد زنان               | ۹ اوت    |
| برنز | لیو چینگ‌یی | رقص بریک          | B-Girls                         | ۹ اوت    |
| برنز | لین شی‌یو | گلف               | انفرادی زنان                    | ۱۰ اوت   |

| مدال براساس ورزش  | مدال براساس ورزش | مدال براساس ورزش | مدال براساس ورزش | مدال براساس ورزش |
| ----------------- | ---------------- | ---------------- | ---------------- | ---------------- |
| ورزش              | 1                | 2                | 3                | کل               |
| شیرجه             | ۸                | ۲                | ۱                | ۱۱               |
| تیراندازی         | ۵                | ۲                | ۳                | ۱۰               |
| تنیس روی میز      | ۵                | ۱                | ۰                | ۶                |
| وزنه‌برداری        | ۵                | ۰                | ۰                | ۵                |
| ژیمناستیک         | ۳                | ۶                | ۳                | ۱۲               |
| بوکس              | ۳                | ۲                | ۰                | ۵                |
| شنا               | ۲                | ۳                | ۷                | ۱۲               |
| بدمینتون          | ۲                | ۳                | ۰                | ۵                |
| شنای هنری         | ۲                | ۰                | ۰                | ۲                |
| قایقرانی          | ۲                | ۰                | ۰                | ۲                |
| دو و میدانی       | ۱                | ۱                | ۲                | ۴                |
| تنیس              | ۱                | ۱                | ۰                | ۲                |
| دوچرخه‌سواری       | ۱                | ۰                | ۰                | ۱                |
| سنگ‌نوردی          | ۰                | ۲                | ۰                | ۲                |
| کشتی              | ۰                | ۱                | ۴                | ۵                |
| تکواندو           | ۰                | ۱                | ۱                | ۲                |
| تیراندازی با کمان | ۰                | ۱                | ۰                | ۱                |
| هاکی روی چمن      | ۰                | ۱                | ۰                | ۱                |
| رقص بریک          | ۰                | ۰                | ۱                | ۱                |
| گلف               | ۰                | ۰                | ۱                | ۱                |
| جودو              | ۰                | ۰                | ۱                | ۱                |
| کل                | ۴۰               | ۲۷               | ۲۴               | ۹۱               |

| مدال براساس روز | مدال براساس روز | مدال براساس روز | مدال براساس روز | مدال براساس روز | مدال براساس روز |
| --------------- | --------------- | --------------- | --------------- | --------------- | --------------- |
| روز             | تاریخ           | 1               | 2               | 3               | کل              |
| ۱               | ۲۷ ژوئیه        | ۲               | ۰               | ۱               | ۳               |
| ۲               | ۲۸ ژوئیه        | ۱               | ۱               | ۱               | ۳               |
| ۳               | ۲۹ژوئیه         | ۲               | ۴               | ۰               | ۶               |
| ۴               | ۳۰ ژوئیه        | ۱               | ۱               | ۰               | ۲               |
| ۵               | ۳۱ ژوئیه        | ۳               | ۱               | ۱               | ۵               |
| ۶               | ۱ اوت           | ۲               | ۰               | ۳               | ۵               |
| ۷               | ۲ اوت           | ۲               | ۲               | ۳               | ۷               |
| ۸               | ۳ اوت           | ۳               | ۳               | ۰               | ۶               |
| ۹               | ۴ اوت           | ۳               | ۳               | ۲               | ۸               |
| ۱۰              | ۵ اوت           | ۲               | ۳               | ۳               | ۸               |
| ۱۱              | ۶ اوت           | ۱               | ۳               | ۲               | ۶               |
| ۱۲              | ۷ اوت           | ۳               | ۲               | ۱               | ۶               |
| ۱۳              | ۸ اوت           | ۴               | ۲               | ۲               | ۸               |
| ۱۴              | ۹ اوت           | ۴               | ۲               | ۴               | ۱۰              |
| ۱۵              | ۱۰ اوت          | ۶               | ۰               | ۱               | ۷               |
| ۱۶              | ۱۱ اوت          | ۱               | ۰               | ۰               | ۱               |
| کل              | کل              | ۴۰              | ۲۷              | ۲۴              | ۹۱              |

| مدال براساس جنسیت | مدال براساس جنسیت | مدال براساس جنسیت | مدال براساس جنسیت | مدال براساس جنسیت | مدال براساس جنسیت |
| ----------------- | ----------------- | ----------------- | ----------------- | ----------------- | ----------------- |
| جنسیت             | 1                 | 2                 | 3                 | کل                | درصد              |
| زنان              | ۲۰                | ۱۵                | ۱۶                | ۵۱                | ۵۶٫۰٪             |
| مردان             | ۱۷                | ۱۰                | ۷                 | ۳۴                | ۳۷٫۴٪             |
| مختلط             | ۳                 | ۲                 | ۱                 | ۶                 | ۶٫۶٪              |
| کل                | ۴۰                | ۲۷                | ۲۴                | ۹۱                | ۱۰۰٪              |

| چند مداله‌ها   | چند مداله‌ها  | چند مداله‌ها | چند مداله‌ها | چند مداله‌ها | چند مداله‌ها | چند مداله‌ها |
| ------------- | ------------ | ----------- | ----------- | ----------- | ----------- | ----------- |
| نام           | ورزش         | 1           | 2           | 3           | کل          |             |
| ژانگ یوفی     | شنا          | ۰           | ۱           | ۵           | ۶           |             |
| یانگ جونشوان  | شنا          | ۰           | ۱           | ۳           | ۴           |             |
| پان ژانله     | شنا          | ۲           | ۱           | ۰           | ۳           |             |
| سون یینگشا    | تنیس روی میز | ۲           | ۱           | ۰           | ۳           |             |
| شو جیایو      | شنا          | ۱           | ۲           | ۰           | ۳           |             |
| ژو جینگیوان   | ژیمناستیک    | ۱           | ۲           | ۰           | ۳           |             |
| تانگ چیان‌تینگ | شنا          | ۰           | ۲           | ۱           | ۳           |             |
| ژانگ بوهنگ    | ژیمناستیک    | ۰           | ۲           | ۱           | ۳           |             |
| شنگ لیهائو    | تیراندازی    | ۲           | ۰           | ۰           | ۲           |             |
| چوان هونگچان  | شیرجه        | ۲           | ۰           | ۰           | ۲           |             |
| چن یی‌ون       | شیرجه        | ۲           | ۰           | ۰           | ۲           |             |
| فان ژن‌دونگ    | تنیس روی میز | ۲           | ۰           | ۰           | ۲           |             |
| وانگ چوچین    | تنیس روی میز | ۲           | ۰           | ۰           | ۲           |             |
| چن منگ        | تنیس روی میز | ۲           | ۰           | ۰           | ۲           |             |
| وانگ لیویی    | شنای موزون   | ۲           | ۰           | ۰           | ۲           |             |
| وانگ چیانیی   | شنای موزون   | ۲           | ۰           | ۰           | ۲           |             |
| هوانگ یوتینگ  | Shooting     | ۱           | ۱           | ۰           | ۲           |             |
| چین های‌یانگ   | شنا          | ۱           | ۱           | ۰           | ۲           |             |
| لیو یانگ      | ژیمناستیک    | ۱           | ۱           | ۰           | ۲           |             |
| چن یوشی       | شیرجه        | ۱           | ۱           | ۰           | ۲           |             |
| وانگ زونگیوان | شیرجه        | ۱           | ۱           | ۰           | ۲           |             |
| چانگ یانی     | شیرجه        | ۱           | ۰           | ۱           | ۲           |             |
| شیائو روتنگ   | ژیمناستیک    | ۰           | ۱           | ۱           | ۲           |             |
| یو یی‌تینگ     | شنا          | ۰           | ۰           | ۲           | ۲           |             |
| وو چینگ‌فنگ    | شنا          | ۰           | ۰           | ۲           | ۲           |             |

a  ورزشکارانی که تنها در بخش مقدماتی شرکت کردند.

## شرکت‌کنندگان
در زیر فهرست شرکت‌کنندگان چینی در بازی‌های المپیک ذکر شده است.
| ورزش              | مردان | زنان | کل  |
| ----------------- | ----- | ---- | --- |
| تیراندازی با کمان | ۳     | ۳    | ۶   |
| شنای موزون        | ۰     | ۸    | ۸   |
| دو و میدانی       | ۲۷    | ۲۷   | ۵۴  |
| بدمینتون          | ۸     | ۸    | ۱۶  |
| بسکتبال           | ۴     | ۱۶   | ۲۰  |
| بوکس              | ۲     | ۶    | ۸   |
| رقص بریک          | ۱     | ۲    | ۳   |
| قایقرانی          | ۷     | ۱۱   | ۱۸  |
| دوچرخه‌سواری       | ۵     | ۸    | ۱۳  |
| شیرجه             | ۶     | ۴    | ۱۰  |
| سوارکاری          | ۲     | ۰    | ۲   |
| شمشیربازی         | ۵     | ۷    | ۱۲  |
| هاکی روی چمن      | ۰     | ۱۶   | ۱۶  |
| گلف               | ۲     | ۲    | ۴   |
| ژیمناستیک         | ۷     | ۱۳   | ۲۰  |
| جودو              | ۰     | ۶    | ۶   |
| پنج‌گانه مدرن      | ۲     | ۱    | ۳   |
| روئینگ            | ۲     | ۱۲   | ۱۴  |
| راگبی ۷ نفره      | ۰     | ۱۲   | ۱۲  |
| قایقرانی بادبانی  | ۶     | ۷    | ۱۳  |
| تیراندازی         | ۱۰    | ۱۱   | ۲۱  |
| اسکیت‌برد          | ۰     | ۴    | ۴   |
| سنگ‌نوردی          | ۳     | ۴    | ۷   |
| موج‌سواری          | ۰     | ۱    | ۱   |
| شنا               | ۱۳    | ۱۹   | ۳۲  |
| تنیس روی میز      | ۳     | ۳    | ۶   |
| تکواندو           | ۲     | ۴    | ۶   |
| تنیس              | ۱     | ۶    | ۷   |
| سه‌گانه            | ۰     | ۱    | ۱   |
| والیبال           | ۰     | ۱۴   | ۱۴  |
| واترپلو           | ۰     | ۱۳   | ۱۳  |
| وزنه‌برداری        | ۳     | ۳    | ۶   |
| کشتی              | ۷     | ۵    | ۱۲  |
| کل                | ۱۳۱   | ۲۵۷  | ۳۸۸ |